# Schizotrema schizolomum
Schizotrema schizolomum är en lavart som först beskrevs av Johannes Müller Argoviensis, och fick sitt nu gällande namn av Mangold & Lumbsch. Schizotrema schizolomum ingår i släktet Schizotrema och familjen Graphidaceae.   Inga underarter finns listade i Catalogue of Life.